# Alexander Martynowitsch Arnstam
Alexander Martynowitsch Arnstam (russisch Александр Мартынович Арнштам, wiss. Transliteration Aleksandr Martynovič Arnštam; im französischen Exil Alexandre Arnstam; geboren am 9. April 1880 in Moskau, Russland; gestorben am 6. Oktober 1969 in Paris, Frankreich) war ein russischer Künstler (Maler und Zeichner), Bühnenbildner, Filmarchitekt und Kostümbildner mit Tätigkeiten in Russland, Deutschland und Frankreich. 

## Leben und Wirken
Über Arnstams Herkunft und Ausbildung in seiner zaristischen Heimat ist derzeit nichts genaues bekannt. Seit Beginn des 20. Jahrhunderts tat er sich als Bildender Künstler hervor. Seine Werke (Aquarelle, Zeichnungen etc.) finden auch heute noch den Weg in die Auktionshäuser. Infolge der Oktoberrevolution folgte Arnstam dem Strom exilrussischer Flüchtlinge in Richtung Westen und traf im Lauf der 1920er Jahre in Berlin ein. 
In der deutschen Hauptstadt setzte Arnstam sein künstlerisches Schaffen fort und fand überdies Beschäftigung sowohl als Kostümbildner an Berliner Revuebühnen als auch beim deutschen Film in der ausgehenden Weimarer Republik. Infolge der nationalsozialistischen Machtergreifung 1933 floh der Jude Alexander Arnstam aus Deutschland und ließ sich in Paris nieder. Nur sporadisch ist er dort als Filmarchitekt bei einigen wenigen französischen Kinoproduktionen nachweisbar. Sein Sohn war der in Sankt Petersburg geborene französische Maler und Plakatkünstler Cyril Arnstam (1919–2020).

## Filmografie
- 1928: Heimkehr (künstler. Beirat)
- 1928: Rasputins Liebesabenteuer (Berater)
- 1929: Die wunderbare Lüge der Nina Petrowna (als künstler. Beirat)
- 1929: Der unsterbliche Lump (Kostüme)
- 1930: Die letzte Kompagnie (Kostüme)
- 1930: Ein Burschenlied aus Heidelberg (Kostüme)
- 1930: Der Mann, der den Mord beging (Kostüme)
- 1931: Im Geheimdienst (ein Kostüm)
- 1932: Rasputin (Berater)
- 1932: Tod über Schanghai (künstler. Beirat)
- 1938: Katja, die ungekrönte Kaiserin (Katia) (Filmbauten)
- 1939: Tempête (Filmbauten)
- 1947: Arche Noe (L’arche de Noé) (Filmbauten)
- 1947: L’amour autour de la maison (Filmbauten)